# Женевская декларация
Женевская декларация — декларация приверженности врача гуманитарным целям медицины. Имела особое значение на этапе своего создания из-за преступлений, которые были совершены в оккупированной немцами Европе. Была задумана как пересмотр  клятвы Гиппократа с формулировкой моральных истин, которые можно было бы изложить современным, более понятным языком. В отличие от клятвы Гиппократа, Женевская декларация обозначена Всемирной медицинской ассоциацией (ВМА) как присяга. Была принята Генеральной Ассамблеей Всемирной медицинской ассоциации в Женеве в 1948 году, и дополнена поправками, внесёнными в 1968, 1983, 1994, 2005, 2006 и 2017 годах.

## Создание
Сразу после своего основания в 1947 году Всемирная медицинская ассоциация (ВМА) начала проявлять озабоченность состоянием медицинской этики, взяв на себя ответственность за установление нравственных принципов для врачей со всего мира. Подробности судебного процесса над врачами Нацистской Германии в Нюрнберге, завершившегося в августе 1947 года, и разоблачения преступлений, совершённых Отрядом 731, ясно продемонстрировали необходимость письменного закрепления прав пациентов и обязанностей медицинских работников.
Вскоре был назначен исследовательский комитет для подготовки «Медицинской хартии», которую можно было бы рассматривать как обещание, которое каждый врач, независимо от гражданства, даст после получения своей медицинской степени или диплома. Потребовалось два года интенсивного изучения клятв, предоставленных ассоциированными членами, чтобы составить модернизированную формулировку древней клятвы Гиппократа, которая была отправлена на рассмотрение на втором съезде генеральной ассамблеи ВМА в Женеве в 1948 году. Медицинская клятва была принята, и собрание согласилось назвать её «Женевской декларацией». Этот документ был принят Всемирной медицинской ассоциацией всего за три месяца до того, как Генеральная Ассамблея ООН приняла Всеобщую декларацию прав человека, которая предусматривает безопасность личности.

## Декларация
В настоящее время Женевская декларация, опубликованная Всемирной медицинской ассоциацией, гласит:
Как представитель медицинской профессии:
Я ТОРЖЕСТВЕННО ОБЕЩАЮ посвятить свою жизнь служению человечеству;
ЗДОРОВЬЕ И БЛАГОПОЛУЧИЕ МОЕГО ПАЦИЕНТА будут для меня на первом месте;
Я БУДУ УВАЖАТЬ автономию и достоинство моего пациента;
Я БУДУ проявлять максимальное уважение к человеческой жизни;
Я НЕ ПОЗВОЛЮ соображениям возраста, болезни или инвалидности, вероисповедания, этнического происхождения, пола, национальности, политической принадлежности, расы, сексуальной ориентации, социального положения или любым другим факторам вставать между моими обязанностями и моим пациентом;
Я БУДУ УВАЖАТЬ секреты, которые мне доверены, даже после смерти пациента;
Я БУДУ ЗАНИМАТЬСЯ своей профессией с совестью и достоинством и в соответствии с надлежащей медицинской практикой;
Я БУДУ ПОДДЕРЖИВАТЬ честь и благородные традиции медицинской профессии;
Я БУДУ ОТНОСИТЬСЯ к своим преподавателям, коллегам и студентам с должным уважением и благодарностью;
Я БУДУ ДЕЛИТЬСЯ своими медицинскими знаниями на благо пациента и развития здравоохранения;
Я БУДУ ЗАБОТИТЬСЯ О своем собственном здоровье, благополучии и способностях, чтобы обеспечить уход на самом высоком уровне;
Я НЕ БУДУ ИСПОЛЬЗОВАТЬ свои медицинские знания для нарушения прав человека и гражданских свобод, даже под угрозой;
Я ДАЮ ЭТИ ОБЕЩАНИЯ торжественно, свободно и клянусь своей честью.

### Отличия от оригинала
Возраст, инвалидность, пол и сексуальная ориентация добавлены как факторы, которые не должны мешать врачу выполнять свои обязанности по отношению к пациенту; произошла некоторая перефразировка существующих элементов.
Секреты должны оставаться конфиденциальными «даже после смерти пациента».
«Здоровье» пациента является главным соображением врача, в то время как раньше включалось также понятие жизни. Очевидно, это было изменено, чтобы освободить медиков от продления жизни любой ценой.
68-я Генеральная ассамблея WMA в октябре 2017 г. одобрила поправки, в том числе: уважение автономии пациента; взаимное уважение преподавателей, коллег и студентов-врачей к обмену медицинскими знаниями на благо своих пациентов и развития здравоохранения; требование к врачам заботиться о своём здоровье, а также о своих пациентах.

## Хронология основных событий
- 1947 год, создание Всемирной медицинской ассоциации
- 1948 год, принятие Женевской декларации на втором съезде Ассамблеи ВМА в Женеве
- 1968 год, первая поправка. Принята на 22-м съезде Генеральной Ассамблеи ВМА в Сиднее
- 1983 год, вторая поправка. Принята на 35-м съезде Генеральной Ассамблеи ВМА в Венеции
- 1994 год, третья поправка. Принята на 46-м съезде Генеральной Ассамблеи ВМА в Стокгольме
- 2005 год, редакция текста. 170-е заседание Совета Всемирной медицинской ассоциации в Дивонн-ле-Бене
- 2006 год, редакция текста. 173-е заседание Совета Всемирной медицинской ассоциации в Дивонн-ле-Бене
- 2017 год, четвёртая поправка. Принята на 68-м съезде Генеральной Ассамблеи ВМА в Чикаго